# تانیا کالیواس
تانیا کالیواس (یونانی: Τάνια Καλύβας؛ زادهٔ ۲۶ اوت ۱۹۷۹) بازیکن فوتبال اهل یونان است.
وی همچنین در تیم ملی فوتبال Greece بازی کرده‌است.